# Petru Bogatu
Petru Bogatu (n. 12 iulie 1951, Sucleia, Slobozia, RSS Moldovenească, URSS – d. 22 martie 2020, Chișinău, Republica Moldova) a fost un jurnalist, eseist, analist politic și scriitor din Republica Moldova, de orientare unionistă și prooccidentală, editorialist la portalul "Deschide.md", profesor la Universitatea de Stat din Moldova, Facultatea de Jurnalism și Științe ale Comunicării.
Alături de alți șase experți din România, Olanda și Republica Moldova, e coautorul cărții „Revoluția Twitter, episodul întâi: Republica Moldova”, care constituie o sinteză a protestelor anticomuniste din aprilie 2009 în date, imagini și investigații. A scris romanul de ficțiune Funia împletită în trei, o parabolă cu intrigă polițistă despre confruntările geopolitice de la începutul mileniului al treilea, văzute din perspectivă etică, teleologică și istorică.

## Biografie
Petru Bogatu s-a născut pe data de 12 iulie 1951. Afirma că descinde din Ioan Ionescu-Bogatul, hatman de Dubăsari la finele secolului al XVII-lea, când teritoriul din stânga Nistrului se afla sub administrația domnitorului moldovean Duca, cu aprobarea Sublimei Porți. În anii colectivizării forțate de la sfârșitul deceniului al doilea al secolului trecut, bunicul său, Efrim, fiind acuzat că ar fi chiabur, a încercat să fugă în România și, în timp ce trecea Nistrul, a fost împușcat de grănicerii sovietici.
Petru Bogatu a absolvit Institutul pedagogic din Bălți și Școala de înalte studii politice din Rostov-pe-Don, din Rusia sovietică.
A fost unul din fondatorii Frontului Popular, a fost vicepreședinte al FPM (1990-1992), din 1994 până în 2002 a condus publicația "Țara". Ulterior, a fost columnist la cotidianului "Ziua" (București), editorialist și redactor șef al cotidianului național Flux (2004-2006). Din 2000 a fost profesor la Facultatea de Jurnalism și Științe ale Comunicării de la Universitatea de Stat din Moldova, autor de articole, eseuri și studii în materie de jurnalism și teoria comunicării. Din 2006 până în septembrie 2013 a fost editorialist la Jurnal de Chișinău, iar din 2009 și la Radio "Vocea Basarabiei". Împreună cu Nicolae Negru a realizat emisiunea „Negru și Bogatu” la postul de televiziune Jurnal TV. A semnat analize politice pentru site-ul agenției americane "Stratfor". Din anul 2016, a fost autor și realizator al emisiunii „Cronica lui Bogatu” de la canalul TV "Prime". Este autorul a patru cărți, inclusiv un roman polițist, un volum de proză și publicistică, un manual de jurnalism pentru școala superioară. Romanul "Funia" împletită în trei a fost transmis integral de Compania Teleradio Moldova în anul 2013.
Se menține constant în vârful topurilor jurnalistice. Din 1995 până în 2000 a fost desemnat cel mai popular jurnalist din Republica Moldova. Potrivit ghidului „50+1 jurnaliști”, editorialele lui Petru Bogatu sunt considerate un model de referință în peisajul mediatic al Republicii Moldova. Distins cu Ordinul Republicii în Republica Moldova (2009) și Ordinul "Meritul Cultural" - în grad de Comandor în România (2014).
A fost căsătorit cu jurnalista Viorica Cucereanu și au doi copii.
După decesul jurnalistului, ambasadorul României în Republica Moldova, Daniel Ioniță, a făcut următoarea apreciere:
„Cu mare tristețe am aflat de plecarea la cele veșnice a scriitorului și jurnalistului, Petru Bogatu. Nu l-am cunoscut personal, însă îl citeam de fiecare dată cu mare interes. I-am apreciat mintea lucidă și clară, condeiul desăvârșit și erudiția, analizele politice și luările de poziție, dragostea și respectul față de Neam și Țară. A fost un analist politic fin și pătrunzător, o voce ascultată și apreciată, o adevărată rara avis de profesionalim și gândire critică într-o Lume tot mai complexă, marcată de superficialitate, politicianism ieftin și non-valoare.

"Toți putem fi nemuritori, zicea Mircea Eliade, dar trebuie să murim întâi". Așa este Maestre, drum lin către stele!

Condoleanțe familiei îndoliate! Dumnezeu să-l aibă în pază”

## Cărți
- 2008 - Jurnalism de investigație (manual) ISBN 978-9975-80-188-1
- 2010 - Revoluția Twitter, episodul întâi: Republica Moldova ISBN 978-9975-61-592-1 (co-autor, alături de Nicolae Negru, Wim van Meurs, Florent Parmentier, Petru Negură, Răzvan Dumitru, Dan Dungaciu)
- 2012 - Funia împletită în trei (roman) ISBN 978-9975-53-157-3
- 2018 -Viața secretă pe care nu pot s-o uit  (proză și publicistică) ISBN 978-9975-3279-8-5